# Inês Pereira
Pour les articles homonymes, voir Pereira.
Inês Pereira, née le 26 mai 1999 à Lisbonne, au Portugal, est une footballeuse internationale portugaise évoluant au poste de gardienne. Elle est internationale A portugaise depuis 2018. Elle joue au Deportivo Abanca en prêt d'Everton FC. En 2017, elle reçoit le prix Leões Honoris Sporting dans la catégorie de la joueuse révélation de l'année.

## Biographie
Elle commence à jouer à l'âge de 7 ans avec l'Atlético Clube do Cacém, avec un passage au 1° Dezembro, où avec une équipe de U18, elle joue la Coupe de Promotion Feminine, soit la deuxième division portugaise, qu'elle remporte à la différence de buts marqués. C'est à cette période qu'elle dispute à la fois les championnats de catégorie jeunes et de seniors. Puis elle rejoint le CAC Pontinha, défendant par la suite les couleurs du GD Estoril Praia. Durant cette période (2012-2015), elle représente la Sélection U16 du District de football de Lisbonne, ainsi qu'en sélection nationale. Elle est à 15 ans, considérée comme une promesse du football féminin portugais.
En juin 2016, à 17 ans, le Sporting Clube de Portugal, annonce son arrivée pour deux saisons.
En juin 2018, alors qu'elle a remporté trois championnats, trois coupes et une supercoupe, elle prolonge son contrat avec le Sporting jusqu'en 2021.
Le 3 juin 2021, le Servette Football Club, actuel champion suisse, annonce son arrivée. La joueuse de 22 ans, signe pour deux saisons, avec une autre en option. Elle quitte donc le Sporting CP, où elle a remporté deux championnats nationaux, deux Coupes du Portugal et une Super Coupe. En Suisse, elle partagera le vestiaire avec Inês Ribeiro, gardienne lusitanienne, qui a également rejoint le Servette.

## Statistiques

### En club
| Saison                | Club                  | Championnat           | Championnat | Championnat | Coupe(s) nationale(s) | Coupe(s) nationale(s) | Compétition(s) continentale(s) | Compétition(s) continentale(s) | Compétition(s) continentale(s) | Sélection | Sélection | Sélection | Total | Total |
| Saison                | Club                  | Division              | M.          | B.          | M.                    | B.                    | Comp.                          | M.                             | B.                             | Équipe    | M.        | B.        | M.    | B.    |
| 2012-2013             | SU 1° Dezembro U18    | Promoção Feminina     | -           | -           | -                     | -                     | -                              | 0                              | 0                              | -         | 0         | 0         | 0     | 0     |
| Sous-total            | Sous-total            | Sous-total            | 0           | 0           | 0                     | 0                     | -                              | 0                              | 0                              | -         | 0         | 0         | 0     | 0     |
| 2013-2014             | CAC Pontinha          | Promoção Feminina     | -           | -           | -                     | -                     | -                              | 0                              | 0                              | -         | 0         | 0         | 0     | 0     |
| Sous-total            | Sous-total            | Sous-total            | 0           | 0           | 0                     | 0                     | -                              | 0                              | 0                              | -         | 0         | 0         | 0     | 0     |
| 2014-2015             | GD Estoril Praia      | Promoção Feminina     | -           | -           | -                     | -                     | -                              | 0                              | 0                              | U16       | 2         | 0         | 2     | 0     |
| 2015-2016             | GD Estoril Praia      | Promoção Feminina     | -           | -           | -                     | -                     | -                              | 0                              | 0                              | U17       | 3         | 0         | 3     | 0     |
| Sous-total            | Sous-total            | Sous-total            | 0           | 0           | 0                     | 0                     | -                              | 0                              | 0                              | -         | 5         | 0         | 5     | 0     |
| 2016-2017             | Sporting CP           | Liga Allianz          | 7           | 0           | 3                     | 0                     | -                              | 0                              | 0                              | U19       | 10        | 0         | 20    | 0     |
| 2017-2018             | Sporting CP           | Liga Allianz          | 8           | 0           | 2                     | 0                     | LDC                            | 1                              | 0                              | U19 & A   | 12        | 0         | 23    | 0     |
| 2018-2019             | Sporting CP           | Liga BPI              | 5           | 0           | 1                     | 0                     | LDC                            | 1                              | 0                              | A         | 5         | 0         | 12    | 0     |
| 2018-2019             | Sporting CP B         | II Divisão Nacional   | 1           | 0           | 0                     | 0                     | -                              | 0                              | 0                              | -         | 0         | 0         | 1     | 0     |
| 2019-2020             | Sporting CP           | Liga BPI              | 4           | 0           | 3                     | 0                     | -                              | 0                              | 0                              | A         | 3         | 0         | 10    | 0     |
| 2020-2021             | Sporting CP           | Liga BPI              | 16          | 0           | 1                     | 0                     | -                              | 0                              | 0                              | -         | 0         | 0         | 17    | 0     |
| Sous-total            | Sous-total            | Sous-total            | 41          | 0           | 10                    | 0                     | -                              | 2                              | 0                              | -         | 30        | 0         | 83    | 0     |
| 2021-2022             | Servette FC           | Ligue nationale A     | 21          | 0           | 1                     | 0                     | LDC                            | 10                             | 0                              | -         | 0         | 0         | 32    | 0     |
| Sous-total            | Sous-total            | Sous-total            | 21          | 0           | 1                     | 0                     | -                              | 10                             | 0                              | -         | 0         | 0         | 32    | 0     |
| Total sur la carrière | Total sur la carrière | Total sur la carrière | 62          | 0           | 11                    | 0                     | -                              | 12                             | 0                              | -         | 35        | 0         | 120   | 0     |

Statistiques actualisées le 27 novembre 2024

#### Matchs disputés en coupes continentales[8]
| Matchs | Date         | Stade                       | Adversaire      | Résultat | Minutes | Compétition         | Buts | Tour                   | Club        |
| ------ | ------------ | --------------------------- | --------------- | -------- | ------- | ------------------- | ---- | ---------------------- | ----------- |
| 1      | 28 août 2017 | Stade Hévízi úti, Budapest  | KF Hajvalia     | 1 – 4    | 90 min  | Ligue des champions | 0    | Phase de qualification | Sporting CP |
| 2      | 13 août 2018 | Stade HNK Cibalia, Vinkovci | ŽFK Dragon 2014 | 0 – 4    | 90 min  | Ligue des champions | 0    | Phase de qualification | Sporting CP |

### En sélection nationale[9]
Elle fait ses débuts en sélection, le 4 mai 2015, avec l'équipe des moins de 16 ans, face à la Norvège lors du Torneio Desenvolvimento UEFA Sub-16 Feminino, de Beja 2015. Par la suite elle est régulièrement appelée en sélection de catégorie jeunes (U16, U17 et U19).
Le 21 janvier 2018, elle endosse le maillot des A, à Ponta Delgada, en match amical, face à l'Irlande (défaite 3-1).
| Matches officiels de Francisca Cardoso en sélections portugaises au 18/12/19 | Matches officiels de Francisca Cardoso en sélections portugaises au 18/12/19 | Matches officiels de Francisca Cardoso en sélections portugaises au 18/12/19 | Matches officiels de Francisca Cardoso en sélections portugaises au 18/12/19 | Matches officiels de Francisca Cardoso en sélections portugaises au 18/12/19 |
| Club                                                                         | V.                                                                           | N.                                                                           | D.                                                                           | Buts                                                                         |
| ---------------------------------------------------------------------------- | ---------------------------------------------------------------------------- | ---------------------------------------------------------------------------- | ---------------------------------------------------------------------------- | ---------------------------------------------------------------------------- |
| Portugal U16 (2 matchs:5,41%)                                                | 0 (00,00%)                                                                   | 1 (50,00%)                                                                   | 1 (50,00%)                                                                   | 0 (00.00%)                                                                   |
| Portugal U17 (5 matchs:13,51%)                                               | 2 (40,00%)                                                                   | 0 (00,00%)                                                                   | 3 (60,00%)                                                                   | 0 (00,00%)                                                                   |
| Portugal U19 (15 matchs:40,54%)                                              | 7 (46,67%)                                                                   | 3 (20,00%)                                                                   | 5 (33,33%)                                                                   | 0 (00,00%)                                                                   |
| Portugal A (15 matchs:40,54%)                                                | 9 (60,00%)                                                                   | 4 (26,67%)                                                                   | 2 (13,33%)                                                                   | 0 (00,00%)                                                                   |
| Total                                                                        | 18 (48,65%)                                                                  | 8 (21,62%)                                                                   | 11 (29,73%)                                                                  | 0                                                                            |

## Palmarès

### Avec leSU 1° DezembroU18
- Vainqueur de la Taça de Promoção Feminina en 2012-13

### Avec leSporting CP U19
- Vainqueur de la Campeonato Nacional de Juniores en 2016-17
- Vainqueur de la Taça Nacional de Juniores en 2016-17

### Avec leSporting CP
- Vainqueur de la Liga feminina en 2016-17 et 2017-18
- Vainqueur de la Taça de Portugal en 2016-17 et 2017-18
- Vainqueur de la supertaça de Portugal en 2017
- Vice-champion de la Liga feminina en 2018-19 et 2020-21
- Finaliste de la supertaça de Portugal en 2018